# Gunda Béla
Gunda Béla (Temesfüves, 1911. december 25. – Debrecen, 1994. július 30.) magyar néprajzkutató, a történelemtudományok doktora, a Magyar Tudományos Akadémia levelező (1990), majd rendes (1991) tagja.

## Életútja
Elemi iskoláit Békésszentandráson és Szentesen végezte, ahol már korán megismerkedett a szlovák nyelvvel. Érettségit 1930-ban tett Budán, a Márvány utcai felsőkereskedelmi fiúiskolában. Felsőfokú tanulmányait a József Nádor Műszaki és Gazdaságtudományi Egyetemen kezdte meg, eredetileg geológusnak készülve. Azonban Teleki Pál előadásai felkeltették érdeklődését az emberföldrajz és a néprajz iránt. Ezzel párhuzamosan a Pázmány Péter Tudományegyetem Bölcsészettudományi Karán is tanult szláv nyelveket, török, albán és magyar nyelvészetet, régészetet, őstörténetet és néprajzot hallgatott. Az Ormányság etnogeográfiai problémáiról írt disszertációjával 1936-ban szerezte meg doktori címét.
1934-től 1939-ig Györffy István mellett tanársegédként dolgozott a Pázmány Péter Tudományegyetem Néprajzi Tanszékén. 1937-ben a berlini nemzetközi vadászati kiállítás néprajzi részlegének berendezését végezte. 1938–1939-ben Gerhard Lindblom stockholmi professzor javaslatára svéd állami ösztöndíjjal a Stockholmi Főiskolán folytatott tanulmányokat. 1939-től 1943-ig a Néprajzi Múzeum tudományos munkatársaként újjászervezte a múzeum Ethnológiai Adattárát. 1941-ben a szegedi Horthy Miklós Tudományegyetemen „Összehasonlító néprajz, különös tekintettel a balkáni népekre” tárgykörből magántanári képesítést szerzett.
1943-ban nyilvános rendes tanárrá nevezték ki a kolozsvári Ferenc József Tudományegyetem néprajzi tanszékére, ahol 1948-ig dolgozott. 1944-ben feleségül vette Sándor Évát, a Kolozsvári Református Kollégium földrajztanárának, Sándor Ferencnek a leányát. 1943 őszén indította útjára az Erdélyi Néprajzi Tanulmányok kiadványsorozatot. Ennek keretében 1947-ben jelent meg Miscellanea Ethnographica címmel egy kisebb kötet, amelyben magyar és román nyelven több néprajzi és folklór témájú dolgozatot jelentetett meg. 1947-től 1948-ig Stockholmban Sigurd Erixon néprajzi intézetében dolgozott, és egyetemi előadásokat tartott.
1948-ban a román hatóságok megszüntették kolozsvári állását. 1949-től a Debreceni Tudományegyetem (1952 után Kossuth Lajos Tudományegyetem) újonnan szervezett néprajzi tanszékének tanára, majd tanszékvezetője lett egészen haláláig. A néprajztudomány számos későbbi kutatója az ő tanítványaként indult el a pályán, többek között Bellon Tibor, Paládi-Kovács Attila, Szilágyi Miklós és Ujváry Zoltán. 1951 és 1954 között a Bölcsészettudományi Kar dékáni tisztét is betöltötte. A Néprajzi Tanszéken 1965-ben az akkor alakult budapesti Néprajzi Kutatócsoport osztályaként akadémiai kutatócsoportot szerveztek, melynek vezetését szintén Gunda Béla látta el. Életmód és műveltség című disszertációjával elnyerte a tudományok doktora fokozatot.
1982-ben nyugdíjba ment, de a tudományos életben továbbra is aktív maradt. 1983-ban díjat alapított, amely az ő nevét viseli. A Gunda Béla-díjat a legjelesebb tanítványok kaphatják meg munkásságuk elismeréseként.

## Munkássága
Pályája során megteremtette Közép- és Kelet-Európa néprajzi vizsgálatának összehasonlító etnológiai műhelyét. Gyűjtőmunkájában nagy hangsúlyt fektetett a terepmunkára, bejárta a teljes magyar nyelvterületet, de gyűjtéseinek körét számos európai országra kiterjesztette. Már az 1930-as évek második felében, dél-európai tanulmányútja során tanulmányozta a horvátországi múzeumokat, ellátogatott Zágráb, Szarajevó és Belgrád múzeumaiba, valamint a Drina menti és szlavóniai falvakba. A Néprajzi Múzeumban töltött évei során (1939–1943) gyűjtő- és kutatóutakat tett Észak-Erdélyben és az Északkeleti-Kárpátokban. Az ezt követő években aztán Kolozsváron kezdte el a Kárpátok és a moldvai magyarság népi műveltségének kutatását. Tanítványaival bejárta a Lápos völgyét, a Gyalui-havasok tájait, megfordult a gyimesi csángóknál, a Szamos mentén, megismerte az Aranyosban aranyat mosó emberek életkörülményeit. Ezenkívül Európa számos országában járt gyűjtőutakon, többek között Ausztriában, Finnországban, Bulgáriában és Jugoszláviában. Különösen fontosnak tartotta a szomszédos népek körében végzett kutatások eredményeinek bemutatását, hangsúlyozva, hogy egymás megismeréséhez elengedhetetlen a népek életének alapos és tárgyilagos feltárása. 1981-ben a Lindner Hellas vállalat támogatásával egy hónapos görögországi kutatóutat tett, amelynek során Kréta, Náxosz és Kárpáthosz szigetein tanulmányozta az antik tradíciókat őrző földművelést. Nem csak szűkebb régiónk vonzotta azonban az érdeklődését: Ford-ösztöndíjjal még 1965–1966-ban Kaliforniában és Arizonában végzett kutatásokat az indiánok körében, ennek köszönhetően a berkeley-i Kaliforniai Egyetem kutatóprofesszora is volt.
Közleményeiben főként az anyagi kultúrával foglalkozott, különös tekintettel az őstörténeti jelentőségű zsákmányoló gazdálkodásra: a halászatra, a hagyományos vadfogásra, a vadászat módszereire, a népi méhészkedésre és a gyűjtögető gazdálkodásra.
1940-től 1944-ig a hazai néprajztudomány központi folyóirata, az Ethnographia szerkesztőjeként tevékenykedett, majd 1960 és 1976 között ő szerkesztette a debreceni egyetem Néprajzi Intézetének Műveltség és Hagyomány című évkönyvét.

## Társasági tagságai és elismerései
Gunda Béla tudományos közéleti szerepét a Magyar Néprajzi Társaságban betöltött tisztségei is fémjelzik. 1932-ben lett a társaság tagja, majd 1938-tól 1943-ig titkári feladatokat látott el. Később, 1967 és 1982 között a Magyar Néprajzi Társaság alelnökeként tevékenykedett, majd tiszteletbeli taggá választották. A tudományos közösség elismerését jelzi, hogy a Magyar Tudományos Akadémia 1990-ben levelező, majd 1991-ben rendes tagjai közé választotta.
1970-ben az Osztrák Antropológiai Társaság tiszteletbeli tagjává választották, majd 1973-ban a Svéd Királyi Gusztáv Adolf Akadémia is tiszteletbeli tagjai közé fogadta. Emellett több finn tudományos társaság is levelező tagjává választotta, így a Finn Irodalmi Társaság (Uppsala), a Finn Régészeti Társaság, a Kalevala Társaság (Helsinki) és a Finnugor Társaság. Elismerését fejezte ki továbbá az Osztrák Néprajzi Társaság és a Német Őstörténeti Társaság is levelező tagságával.
Tudományos munkásságát és közéleti tevékenységét számos díjjal is elismerték. 1970-ben a Finn Oroszlán Lovagrend első fokozatát kapta meg. 1971-ben a néprajztudomány területén végzett kiemelkedő munkájáért a Magyar Néprajzi Társaság Györffy István-emlékérmével tüntették ki. Nemzetközi elismerésként 1978-ban a Herder-díjat vehette át, 1988-ban pedig a Pitré-aranyéremmel jutalmazták. A Debreceni Egyetem díszdoktorává avatta, és Debrecen városa is díszpolgárai sorába választotta.

## Főbb művei

### Szerkesztőként
Kezdeményezője és aktív résztvevője volt számos nagy jelentőségű gyűjteményes munka, sorozat megjelentetésének.
- Műveltség és Hagyomány (Ethnographica et Folkloristica Carpathica) a Néprajzi Intézet Évkönyvei I-XVIII. 1960–1976
- Magyar néprajzi atlasz (Az 1958-tól indult gyűjtőmunka eredményeként I-IX. kötete 1987–1992 között jelent meg)
- Magyar néprajzi lexikon I–V. Főszerk. Ortutay Gyula. Budapest: Akadémiai. 1977–1982.  ISBN 963-05-1285-8
- Emlékkönyv Kodály Zoltán hatvanadik születésnapjára. Mélanges offerts à Zoltán Kodály à l'occasion de son soixantième anniversaire. Budapest. 1943, Magyar Néprajzi Társaság. IV, 369 oldal, l tábla
- The Fishing Culture of the World 1-2 kötet (Akadémiai Kiadó, Budapest, 1984) ISBN 9630532786, ISBN 9630532794

### Kötetei
- A gyűjtögető gazdálkodás. Az elvetett magtól a kenyérig (Budapest, 1939)
- A magyar gyűjtögető és zsákmányoló gazdálkodás kutatása (Budapest, 1948) Néptudományi Intézet, 23 oldal
- Néprajzi gyűjtőúton (Alföldi Magvető Kiadó, Debrecen, 1956)
- Ethnographica Carpathica (Akadémiai Kiadó, Budapest, 1966)
- Bátky Zsigmond. A múlt nagy tudósai. (Akadémiai Kiadó, Budapest, 1978) ISBN 9630514524
- Ethnographica Carpatho-Balcanica (Akadémiai Kiadó, Budapest, 1979) ISBN 9630517477
- The fishing culture of the world. Studies in ethnology, cultural ecology and folkore 1 (szerk. Akadémiai Kiadó, Budapest, 1984)
- A rostaforgató asszony (Múzsák Kiadó, Budapest, 1989) ISBN 9635643780
- Hagyomány és európaiság (Akadémiai Kiadó, Budapest, 1994)
- Unkarilaisesta kansankulttuurista (Universität Jyväskylä, Jyväskylä, Finnország, 1996)

Mindezek mellett több száz tanulmánya jelent meg az 1930-as évektől rendszeresen szlovák, román, lengyel, horvát, finn, szovjet, olasz, német, angol, amerikai folyóiratokban.

## Emlékezete
- Az Egymásért vagyunk című, 2020-ban megjelent tudománytörténeti összeállításban munkásságára történő visszatekintés jelent meg.[4]